# Ctenotus borealis
Ctenotus borealis är en ödleart som beskrevs av  Horner och KING 1985. Ctenotus borealis ingår i släktet Ctenotus och familjen skinkar. Inga underarter finns listade i Catalogue of Life.